# Mike Ahern
Michael John Ahern AO FTSE (2 de junio de 1942 - 11 de agosto de 2023) fue un político del Partido Nacional Australiano que fue primer ministro de Queensland desde diciembre de 1987 hasta septiembre de 1989. Después de una larga carrera en el gobierno de Sir Joh Bjelke-Petersen, Ahern se convirtió en su sucesor en medio de la polémica provocada por la Investigación Fitzgerald sobre corrupción oficial. El estilo de consenso y la moderación política de Ahern contrastaban fuertemente con el liderazgo de Bjelke-Petersen, pero no pudo escapar de la división y la lucha causadas por la caída de su predecesor.

## Primeros años de vida
Al igual que la mayoría de los políticos del Partido Nacional, Ahern tenía antecedentes rurales. Su padre, Jack Ahern, participó activamente en el Country Party (ahora conocido como Partido Nacional), en Landsborough y fue director de campaña del primer ministro Sir Frank Nicklin. De 1964 a 1967, Jack Ahern fue presidente del Country Party. Michael Ahern nació en Maleny, Queensland y se educó en Conondale State School y Downlands College (Toowoomba).
Ahern pasó a estudiar ciencias agrícolas en la Universidad de Queensland, luego se volvió activo en el Young Country Party. Fue presidente estatal del Partido Joven del Campo en 1967 y presidente nacional en 1968, así como vicepresidente junior del Partido del Campo. Tomó a Nicklin como mentor político. Cuando Nicklin se jubiló en 1968, Ahern lo nominó para sucederlo en su electorado de Landsborough, ubicado en Sunshine Coast. Ganó cómodamente las elecciones a la Asamblea Legislativa de Queensland en las siguientes elecciones parciales, siendo el miembro del Parlamento más joven del país por casi veinte años.

## Carrera parlamentaria
Cuando Jack Pizzey, el sucesor de Nicklin, murió, las perspectivas de Ahern sufrieron un revés cuando el astuto conservador Joh Bjelke-Petersen fue elegido nuevo líder del Country Party. Bjelke-Petersen miraba a Ahern con manifiesta desconfianza. Esto se basó en parte en la cercanía de Ahern a Nicklin, con quien Bjelke-Petersen había resentido; en parte, de la juventud y el intelecto de Ahern; y en parte sobre el catolicismo romano de Ahern, desagradable para Bjelke-Petersen como hijo de un predicador luterano. Bjelke-Petersen estaba decidida a obstaculizar las ambiciones de Ahern de formar parte del gabinete. Por estas razones, Ahern tuvo que esperar mucho para obtener el ascenso ministerial.
A pesar de esto, Ahern fue elegido líder del Partido Nacional en 1972. Presionó para que Queensland estableciera un sistema de comités parlamentarios siguiendo el modelo del parlamento canadiense. Frente a la oposición de Bjelke-Petersen a tal sistema, logró que se estableciera un Comité de Legislación Subordinado y un Comité de Privilegios, del cual se convirtió en presidente.
Ahern una vez más se encontró en desacuerdo con Bjelke-Petersen en su papel de presidente del Comité Selecto de Educación. El Departamento de Educación de Queensland propuso dos nuevas adiciones al plan de estudios de ciencias sociales, a lo que los cabilderos fundamentalistas se resistieron por promover el humanismo secular. Bjelke-Petersen prohibió inmediatamente los dos cursos, pero enfrentó una reacción violenta por parte del Sindicato de Maestros de Queensland y de las organizaciones de escuelas estatales. El gobierno nombró al Comité Parlamentario Selecto, presidido por Ahern, para investigar. Ahern apoyó la recomendación de que se incorporara la educación sexual en el plan de estudios, pero, como era de esperar, Bjelke-Petersen la vetó. Sin embargo, el informe final del comité finalmente fue respaldado por el Partido Nacional y se convirtió en política.
Después de haber sido ignorado dos veces para un puesto en el Gabinete en la década de 1970, Ahern se postuló para la vacante en la Dirección Adjunta del Partido Nacional en 1980, un puesto que de facto llevaba rango automático en el Gabinete. Bjelke-Petersen no estaba dispuesta a tener a Ahern como su segundo y potencial rival, pero ya no podía justificar mantenerlo fuera del ministerio. Sir Joh decidió aplacar a Ahern ofreciéndole la cartera de ministro de Minas mientras postulaba con éxito a su candidato preferido, Vic Sullivan, para líder adjunto. Otras carteras que ocupó Ahern a lo largo de su carrera ministerial fueron ministro de Industrias Primarias, ministro de Industria, Pequeñas Empresas y Tecnología y ministro de Salud y Medio Ambiente. Ahern era significativamente más joven que la mayoría de sus colegas del gabinete y era uno de los pocos miembros del gabinete con calificaciones terciarias.
A finales de los años 1980, la posición de Sir Joh Bjelke-Petersen (fue nombrado caballero en 1984) como primer ministro había comenzado a verse comprometida por el fracaso de la desastrosa campaña " Joh para Canberra" en 1987 y el establishment, contra la voluntad de Bjelke-Petersen en 1987, de la Investigación sobre Corrupción Policial y Otros Asuntos dirigida por Tony Fitzgerald QC. Ante la presión interna para dimitir, en octubre de 1987 Sir Joh anunció que dimitiría en 1988 después de albergar la Expo '88.
Poco después, Sir Joh apoyó una propuesta para construir el edificio más alto del mundo cerca de la estación central de Brisbane, objetada por el Ayuntamiento de Brisbane y muchos sectores del público. Enfrentando objeciones expresadas también dentro de su propia sala de fiestas, Sir Joh se reunió con el gobernador de Queensland, Sir Walter Campbell, en noviembre para pedirle que le permitiera purgar a los disidentes de su gabinete. Finalmente, Campbell acordó el 24 de noviembre permitirle despedir a Ahern y a otros dos ministros.
Sir Joh se negó a convocar una reunión del partido para permitir que sus oponentes solicitaran un derrame de liderazgo, por lo que el comité de gestión del Partido Nacional convocó una para el 26 de noviembre. Sir Joh boicoteó esta reunión, en la que la moción de derrame fue aprobada por un margen de 38 a 9. Sin Sir Joh ni siquiera en la sala, Ahern ganó una contienda a tres bandas por el liderazgo, con Bill Gunn como líder adjunto.
Escribió inmediatamente al gobernador, solicitando ser nombrado nuevo primer ministro. Normalmente, esto habría sido una solicitud proforma ya que los Nacionales tenían una mayoría por derecho propio (como la tenían desde 1983). Sin embargo, a pesar de ni siquiera haber sido nominado para el liderazgo, Sir Joh insistió en que seguía siendo primer ministro. Si bien parecía que Campbell estaba obligado por convención a nombrar a Ahern, se negó a rescindir la comisión de Bjelke-Petersen hasta que Sir Joh fuera derrotado en la legislatura. La situación en la que Queensland tenía un "primer ministro que no es líder" y el Partido Nacional un "líder que no es primer ministro"  sólo terminó después de cuatro días, cuando Bjelke-Petersen se retiró y finalmente entregó el cargo a Ahern el 1 de diciembre. Ahern también ocupó otros ocho ministerios, incluido el de fiscal general, de forma temporal hasta que pudiera establecer su ministerio. 

## Primer ministro
Como primer ministro, se enfrentó a un Partido Nacional que estaba cada vez más dividido entre partidarios y opositores de Bjelke-Petersen, y a una Investigación Fitzgerald que provocaba constantemente nuevas revelaciones de corrupción oficial al más alto nivel durante el mandato de Bjelke-Petersen. El comisario de policía Terry Lewis y varios exministros del gabinete fueron obligados a dimitir y condenados por cargos penales. Ahern, en una frase firmada, prometió implementar las recomendaciones de la investigación "a toda velocidad". Bjelke-Petersen trabajó activamente para desestabilizar al gobierno desde fuera del Parlamento.
Intentó cambiar la imagen de lo que había sido uno de los gobiernos estatales más inquebrantablemente conservadores de Australia. Anunció planes para reformar el servicio público y el parlamento, y buscó adoptar un enfoque más consultivo para gobernar. Sin embargo, se resistió a los llamados a abolir el "Bjelkemander", el sobrepeso rural que favorecía al Partido Nacional. Ahern también introdujo legislación relacionada con la violencia doméstica y estableció Southbank Corporation para reconstruir el sitio de la Expo '88 (ahora South Bank Parklands). Ahern supervisó la destitución parlamentaria de un juez de la Corte Suprema de Queensland, Angelo Vasta, que había sido implicado negativamente en algunas conclusiones de la Investigación Fitzgerald.
La publicación de los resultados de la Investigación Fitzgerald en 1989 fue gravemente perjudicial para los Nacionales y prácticamente anuló los esfuerzos de Ahern por rehabilitar la imagen del gobierno y distanciar al partido de su ahora detestado predecesor. Un Newspoll publicado después de que se conoció la investigación mostró que el gobierno de Ahern tenía sólo el 22 por ciento de apoyo, el más bajo jamás registrado en ese momento para un gobierno estatal en Australia. El daño se vio magnificado por el hecho de que los Nacionales se enfrentaban a elecciones generales reglamentarias ese año, y las encuestas mostraban que los laboristas tenían sus mejores posibilidades en años de ganar el gobierno. De hecho, si el resultado del Newspoll se hubiera repetido en unas elecciones, los Nacionales habrían sido derrotados de forma aplastante. Aunque Ahern no estuvo implicado en ninguna forma de corrupción, los partidarios de línea dura de Bjelke-Petersen lo culparon por su supuesta debilidad y vacilación al permitir que la crisis envolviera al Partido Nacional. El 25 de septiembre de 1989, el ministro de Policía Russell Cooper, un tradicionalista del Partido Nacional, desafió con éxito a Ahern por el liderazgo. Los Nacionales perdieron las elecciones apenas dos meses después, poniendo fin a 32 años de gobierno continuo del Partido Nacional. Ahern dimitió del Parlamento seis meses después de las elecciones y emprendió una exitosa carrera empresarial.

## Vida posterior
Después de retirarse de la política, asumió funciones en juntas directivas de empresas predominantemente tecnológicas. Se desempeñó como presidente de Intrapower Ltd, Family Care Medical Services Ltd, McIntosh Financial Planning, Indue Group of Companies  y NeuMedix Health Group. También se desempeñó como director de Brisbane Markets Limited. 
Fue miembro de la Academia Australiana de Ciencias e Ingeniería Tecnológicas. Se desempeñó como presidente de la Australian Liver Foundation, miembro de la junta de gobernadores de la ATSE Clunies Ross Foundation, también miembro de la junta de gobernadores de la Queensland Community Foundation  y fue nombrado miembro especial representante del Gobierno de Queensland para África, Oriente Medio e India. Se le concedió la Medalla del Centenario en 2001. 
En los Honores del Día de Australia de 2007, fue nombrado Oficial de la Orden de Australia (AO) "por sus servicios al Parlamento de Queensland, al desarrollo económico y comercial mediante el fomento de la producción primaria y las relaciones internacionales, y a la comunidad a través de la investigación médica y tecnológica., organizaciones educativas y caritativas".
En 2010, recibió los premios Queensland Greats Awards.

## Muerte
Murió de cáncer en Caloundra, Queensland, el 11 de agosto de 2023, a la edad de 81 años.